# Jean de Croÿ (comte de Solre)
Pour le comte du Rœulx, stadhouder du comté de Flandre, voir Jean de Croÿ (comte du Rœulx).
Jean de Croÿ, comte de Solre, baron de Molembaix et Beaufort, né le 14 février 1588 à Solre-le-Château et mort le 9 mai 1638 à Madrid, est un homme politique, militaire et collectionneur d'art originaire des Pays-Bas espagnols.

## Biographie
Jean de Croÿ est le fils aîné de Philippe de Croÿ-Solre (1562-1612) et de sa première épouse Anne de Beauffort. Après le décès de cette dernière, son père épouse en secondes noces Anne de Croÿ (d), veuve d'Emmanuel de Lalaing.
Il sert comme Gentilhombre de Cámara auprès de l'archiduc des Pays-Bas espagnols, Albert d'Autriche, et était capitaine de l'infanterie bruxelloise. Bien lié au duché de Bourgogne, il consolide sa position dans cette région en épousant sa lointaine cousine Marie-Jeanne de Lalaing (d), dame de Condé et Bailleul, baronne de Montigny en 1608. Sa mère, Anne de Croÿ, étant la seconde épouse de Philippe de Croÿ, les deux ont grandi dans la même maison. En 1614, Jean de Croÿ est élu membre de l'Ordre de la Toison d'or par l'archiduc le 27 avril 1615.
Entre 1622 et 1623, il remplit la fonction de grand bailli du Hainaut.
Après avoir servi aux Pays-Bas, il succède à son oncle, Jacques de Croÿ (Diego de Croy y Peralta), marquis de Falces (es), en tant que capitaine de la Garde flamande des Archers, le 8 mai 1624, à Madrid. Il est également membre du Conseil d'État. À ce titre, il est nommé honoraire Gentilhombre de la Cámara du Roi le 17 juin 1627. Comme Jean de Croÿ est un allié fiable de Gaspar de Guzmán, comte d'Olivares, il est nommé au Conseil des Flandres (en) en 1628, présidé par Diego Mexía Felípez de Guzmán.
Entre 1619 et 1639, De Croÿ est envoyé en mission diplomatique par le roi Philippe IV en Pologne, en France, dans le Saint-Empire romain germanique et aux Pays-Bas.
À Madrid, Jean de Croÿ vit dans une grande maison avec jardin sur la Calle de Alcalá qui a appartenu auparavant à son oncle. De Croÿ est un passionné de jardin et, en plus de celui de sa maison, en possède également un sur les rives du Manzanares, appelé Huerta de Sorá (en français : Jardin de Solre), qu'il dote de plantes rares (voir Palais de la Moncloa (es), désormais détruit).
Le comte de Solre meurt à Madrid en 1638.

## Collection d'art

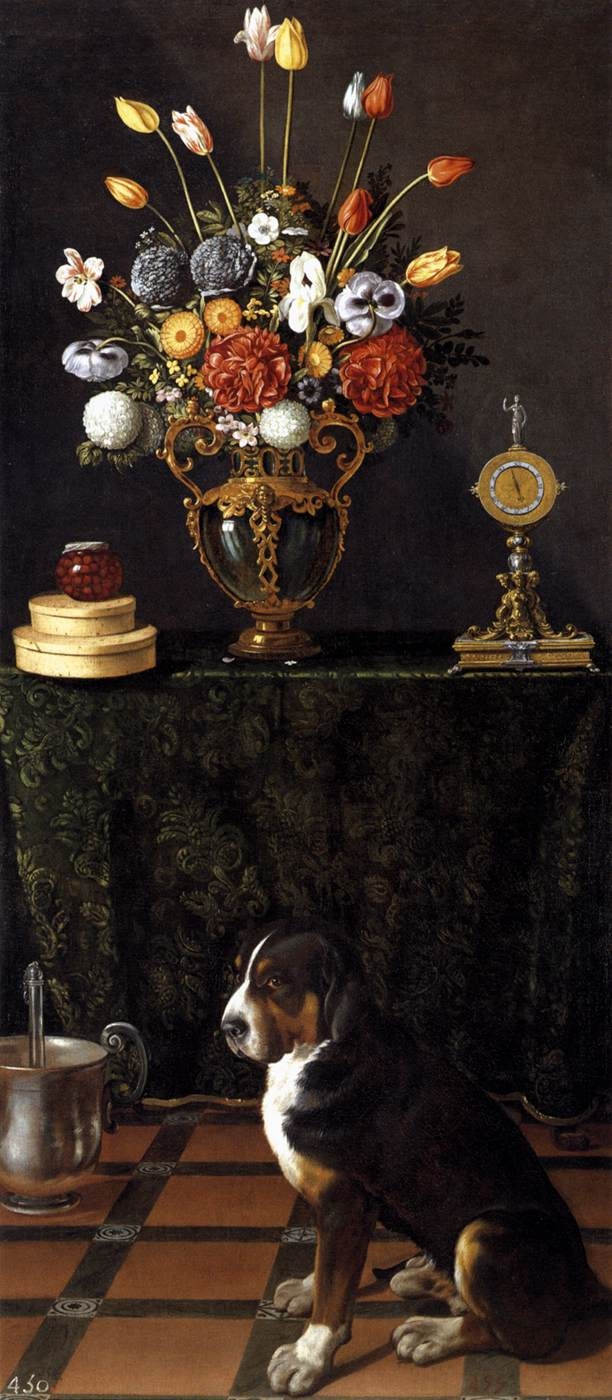
Juan van der Hamen y León, Nature morte avec chien et chiots jouant au ballon,, huile sur toile, années 1620, musée du Prado.

L'importante collection d'art du comte de Solre a été inventoriée après sa mort en 1638 par Félix Castello (en) et Felipe Diricksen (en), peintre membre de la Garde flamande des Archers. Seuls quelques tableaux ont été attribués dans l'inventaire qu'ils ont compilé, mais cela donne une indication de la taille et de l'orientation de la collection. 150 toiles sont accrochées dans la maison de Jean de Croÿ, dont six seulement montrent des sujets religieux. D'autres tableaux étaient accrochés dans son pavillon de jardin, où il conservait également des services d'argenterie et de vermeil. La moitié de la collection se composait de paysages, ce qui était un genre assez nouveau en Espagne. Par ailleurs, le comte de Solre possédait diverses natures mortes, tableaux de genre, allégories et tableaux représentant les dieux antiques. Ce qui est inhabituel, c'est que l'inventaire ne contient pas un seul portrait. Ce n'est en fait pas probable pour une personne occupant un poste à la cour tel que Jean de Croÿ l'occupait. D'autres collections à Madrid de cette période, également d'orientation profane, comprenaient un grand nombre de portraits. Si l'inventaire de la collection de Croÿ est complet, alors le grand portrait peint de lui par Juan van der Hamen y León devait appartenir à un autre membre de la famille.
La qualité exceptionnelle de la collection de Jean de Croÿ est soulignée par le fait que le roi d'Espagne a acquis 28 peintures sur 151, dont des peintures de Jan Brueghel l'Ancien, Paul de Vos, Pierre Paul Rubens, Frans Snyders et d'autres. Le roi a également acquis de cette collection les deux natures mortes de Juan van der Hamen y León en format portrait,, qui encadraient probablement une porte ou étaient même montées sur ses ailes. Les deux tableaux se distinguent par leur individualité des autres natures mortes de ce peintre, qui sont déterminées par des schémas de composition. Juan van der Hamen était probablement plus étroitement associé au comte de Solre et a été autorisé à étudier les plantes de ses jardins. La collection de Croÿ contenait également quelques petites natures mortes de fruits qui, estimées entre 100 et 150 reales, étaient probablement aussi de van der Hamen, mais certainement pas de peintres flamands.

## Sources
- (es) « Jean de Croÿ », sur Real Academia de la Historia (consulté le 12 août 2022)
- William B. Jordan : Juan van der Hamen y León & The Court of Madrid. Yale University Press, New Haven 2005  (ISBN 0-300-11318-8).
- Felix Scheffler & Luis Ramón-Laca : The Gardens of Jean de Croÿ, Count of Solre, in Madrid and the "Offering to Flora" by Juan van der Hamen, in: Garden History, Vol. 33, No. 1, Summer, 2005, S. 135–145.
- Pierre de Guibours, Histoire généalogique et chronologique de la maison royale de France, des pairs, grands officiers de la couronne & de la maison du Roy, & des anciens barons du royaume ..., Paris, La compagnie des libraires associez, 1726 (lire en ligne)
- Bury Adels-Torn, La Maison de Croy, étude héraldique, historique et critique, Bruxelles, Société belge de librairie, 1894 (lire en ligne)
- Jean-Baptiste-Pierre Jullien de Courcelles, Histoire généalogique et héraldique des pairs de France: des grands dignitaires de la couronne, des principales familles nobles du royaume et des maisons princières de l'Europe, précédée de la généalogie de la maison de France, Paris, Arthus Bertrand, 1827 (lire en ligne)